# Old Man of Coniston
L'Old Man of Coniston, noto anche come Coniston Old Man o semplicemente The Old Man, è una montagna situata nella contea di Cumbria, la più alta delle Furness Fells e la dodicesima più prominente d'Inghilterra

## Topografia

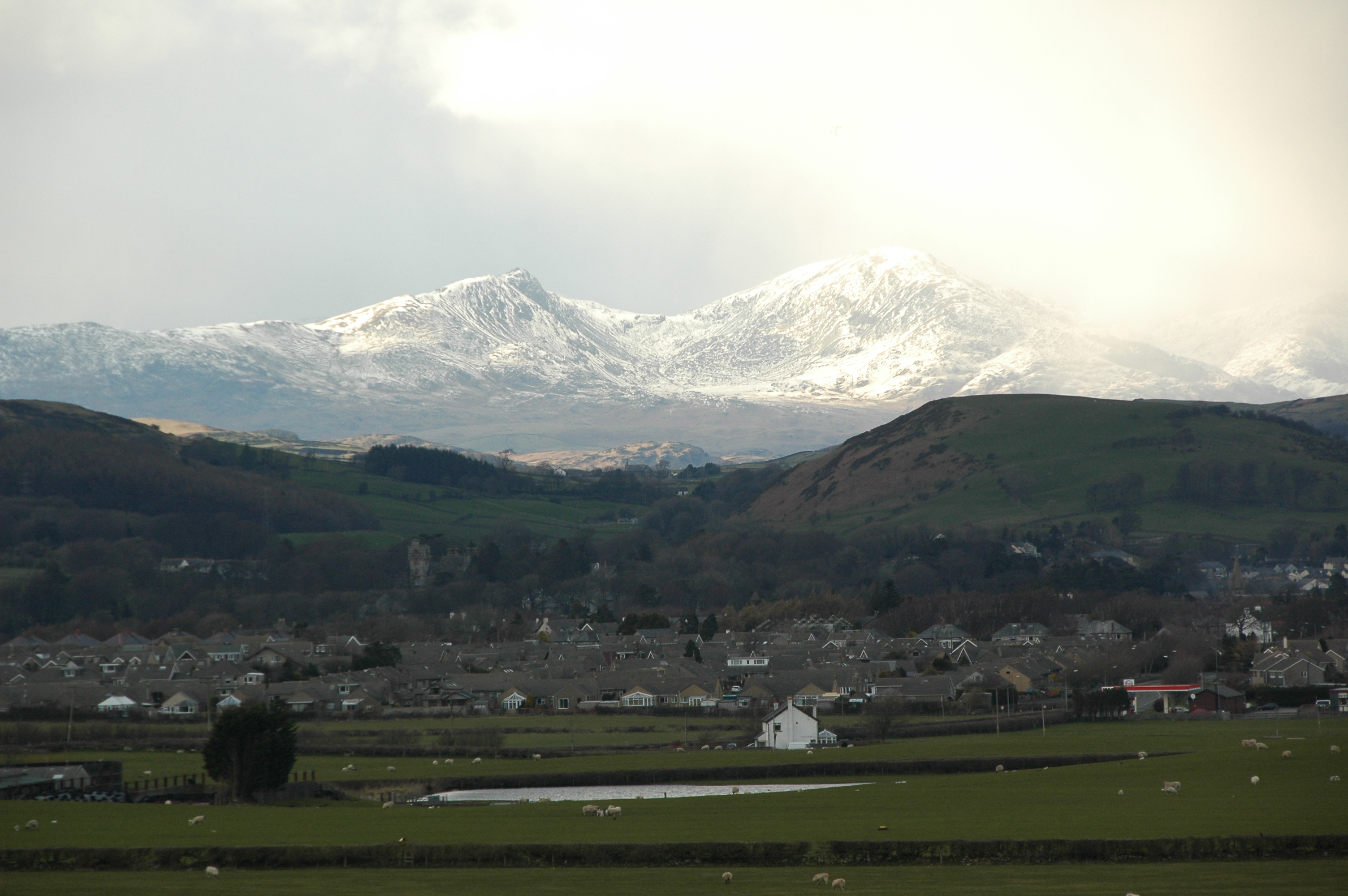
L'Old Man of Coniston visto da Ulverston

L'Old Man of Coniston si trova tra il Coniston Water e la Duddon Valley, rispettivamente ad ovest e ad est della montagna stessa, che funge così da spartiacque tra i due bacini idrografici.
Il massiccio dell'Old Man of Coniston parte dal passo di Wrynose e si estende per circa 16 km fino all'estuario del Duddon, vicino a Broughton-in-Furness.
Alfred Wainwright, nella sua autorevole opera Una guida pittorica al Fells Lakeland, incluse solo la parte settentrionale nel massiccio, considerando le alture meridionali come un gruppo a parte, Il Fells Outlying di Lakeland. Nelle principali guide pubblicate successivamente, anche queste alture meridionali furono incluse nel massiccio dell'Old Man of Coniston.
L'Old Man of Coniston fa parte delle Coniston Fells, che comprendono le cime più alte delle Furness Fells.
La parte principale del massiccio dell'Old Man of Coniston può essere paragonata ad una Y rovesciata, con la cima del Brim Fell a fare da unione ideale ai tre rami. La cresta principale di questa Y parte a nord dallo Swirl How e dal Great Carrs, per procedere in direzione sud-ovest fino al Dow Crag. La cresta secondaria parte direttamente da un fianco dell'Old Man of Coniston, procedendo poi in direzione sud-est per circa 800 m fino a fondovalle, dove lo sperone finale presente ripide pareti sui tre lati.
Dal versante est parte un'ulteriore piccola cresta rocciosa, non facente parte della Y principale, che procede calando di altitudine attraverso Stubthwaite Rupe e Haws Crowberry. Tale cresta riprende poi a salire, culminando a circa 335 m di altezza in uno sperone roccioso chiamato The Bell, frequentato dai turisti per la vista panoramica offerta sul lago ed il villaggio sottostante.
Sul versante ovest troviamo il lago artificiale Goat's Water. Profondo 15 m, la sua fauna ittica è composta principalmente da trote e salmoni. Racchiuso tra alture, il Goats's Water ha un piccolo emissario che scorre in direzione sud, attraverso un terreno sassoso, che insieme ad altri ruscelli forma le sorgenti del torrente Torver Beck. Tale torrente prosegue attraverso una vecchia cava dismessa nei pressi del rifugio Tranearth climbing, per sfociare infine nel Coniston Water. Il Goat's Water è alimentato da un'artificiale ma pittoresca cascata.
Sul versante nord, all'interno di un circo glaciale, è situato il lago di Low Water. Un tempo usato dagli operai della vicina cava per attingere acqua, oggi le sue acque in uscita vengono dirette verso la valle sottostante, formando una cascata nel tragitto.
I versanti orientale e meridionale sono caratterizzati da terreni molto accidentati, profondamente butterati dalle numerose cave e miniere.

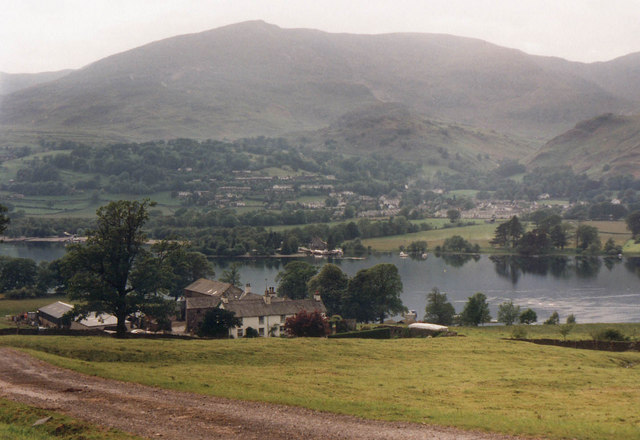
L'Old Man of Coniston visto dal villaggio di Coniston

## Geologia
La vetta è attraversata da una formazione mista di lapilli, dacite e tufo. Le pendici meridionali presentano formazioni di arenaria di origine pircolastica, mentre nel versante nord troviamo formazioni di riolite.

## Attività mineraria
L'Old Man of Coniston è stato per oltre 500 anni il maggior centro per l'estrazione di ardesia e rame del Lake District. In particolare, le sue miniere di rame, che arrivano oltre i 600 m di profondità, sono reputate tra le più grandi dell'intero Regno Unito.
Con Cave dell'Old Man ci si riferisce al complesso delle miniere di ardesia presenti sul versante nord-est, in uso a partire dal XIII secolo, che comprende le miniere Brandy Crag, SaddleStone e Moss Head. Nel 1980 la Brandy Crag è stata trasformata in una cava a cielo aperto, tuttora in funzione per l'estrazione di ardesia verde.
In tempi recenti sono stati chiusi i livelli più profondi della SaddleStone, mentre la Moss Head è ancora aperta.
In passato, nelle miniere sul versante nord, oltre al rame si estraevano soprattutto nichel e cobalto. Tale attività ebbe il suo culmine alla fine del XIX secolo.
Negli anni settanta il quotidiano Nord-Ovest Evening Mail rivelò che era stato scoperto un modesto giacimento di uranio sotto all'Old Man of Coniston. Sebbene l'estrazione fosse tecnicamente possibile, fu riferito che il governo britannico avrebbe preso in considerazione tale possibilità solo a prosciugamento avvenuto delle altre miniere di uranio esistenti.

## Viabilità
Su tutto il versante sud corre la Scar Walna Road, un tempo rotta commerciale tra Coniston e la Duddon Valley, attualmente è una normale strada aperta al pubblico.
Esiste poi una strada asfaltata che arriva fino ad un'altitudine di circa 230 m, creata per facilitare il traffico di mezzi pesanti provenienti o diretti alla vicina cava di ardesia. Oltre la strada si trasforma in un sentiero sterrato, vietato al transito di mezzi a motore, che prosegue attraverso Dow Crag fino ad un'altitudine di circa 600 m.

## Vie di ascesa
La via più percorsa per raggiungere la cima dell'Old Man of Coniston, specialmente dai turisti, è quella che parte dal villaggio di Coniston e prosegue attraverso Church Beck e le miniere. Le vie alternative partono dal versante sud, dal Goat's Water o dalla Walna Scar Road. La Walna Scar Road è raggiungibile anche da Torver o da Seathwaite nella Duddon Valley, ma in quest'ultimo caso si tratta di una via indiretta passante attraverso Dow Crag.

## La disputa sul primato
Storicamente, l'Old Man of Coniston con i suoi 803 m è sempre stata considerata la montagna più alta del Lancashire, anche dopo che la riorganizzazione amministrativa del 1974 lo ha incluso nei territori della contea di Cumbria.
Il suo primato venne messo in discussione da alcune pubblicazioni, che riportavano un'altezza di 804 m per il vicino Swirl Come, che con i precedenti 802 m era la seconda montagna più alta della regione. Nuove misurazioni in tempi recenti non aggiunsero i due metri al rivale, confermando così il primato dell'Old Man of Coniston che venne riconosciuta come la montagna più alta delle Furness Fells e la dodicesima più prominente dell'Inghilterra.

## Curiosità
- Una birra prodotta nel vicino birrificio di Coniston è commercializzata col nome di Old Man Ale, in onore dell'Old Man of Coniston.
- La montagna Kanchenjunga presente nella serie di racconti di Arthur Ransome, sebbene prenda il nome da una montagna Himalayana, è ispirata all'Old Man of Coniston.
- Tra gli abitanti della regione è diffusa la credenza che l'Old Man of Coniston appartenga all'abitante più anziano del villaggio di Coniston.